# Кверкфйотль
64°39′40″ пн. ш. 16°39′56″ зх. д. / 64.6611122478° пн. ш. 16.6654282588° зх. д.

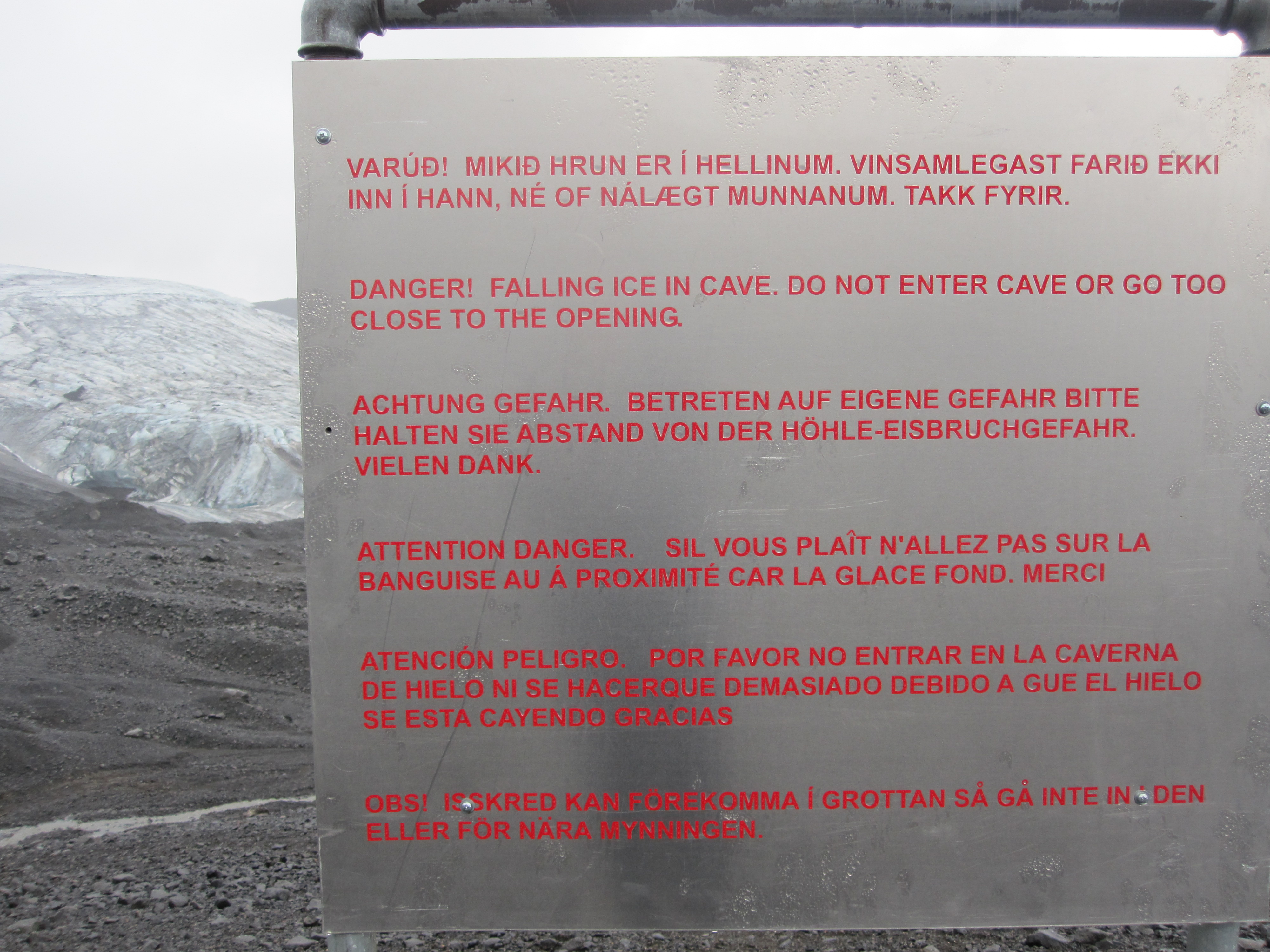
Попереджувальний текст про печери

Гірський масив Кверкфйотль ([Kʰvɛr̥kˌfjœtl̥]; 1764 м) лежить на північно-східному кордоні льодовика Ватнайокулл в Ісландії. У горах досі діють вулкани. Близько 1720 року вони часто вивергалися і спричинювали пробіги льодовиків.
Під горами є дуже велика, дуже гаряча комора магми, яка веде до виникнення льодовикових печер. В даний час їх не можна відвідувати через ризик колапсу. На «місці стоянки» біля печер є попереджувальний знак. 
На певній відстані є гарячі джерела Хверадалір.
Оаза Хваналдіндір лежить між Кверкфельолом і Аскєю.
Поле лави Голуграун становить приблизно 10 км (6,2 миля) на північний захід від Кверкфйотлю. Основний обсяг річкиЄкулса-а-Ф'єтлум тече з області Кверкфьйотля.